# Koludarc
Koludarc je majhen naseljen otok v Kvarnerskem zalivu na Hrvaškem.
Koludarc leži zahodno od Lošinja pred vstopom v zaliv Luka Mali Lošinj v katerega vodita dva preliva: južni, Prolaz Most (lokalni prebivalci ga imenujejo Boka falsa), ki je primeren samo za manjša plovila (globok 1,2 m in širok 10 m) in severni, ki se razteza med rtoma Križ na Koludarcu in rtom Torunza na otoku Lošinju (Boka vera). Globina tega preliva je do 17 do 20 m. Površina otočka, na katerem je svetilnik, meri 0,784 km². Dolžina obale je 4,89 km, najvišji vrh je visok 53 mnm.
V zalivu na zahodni strani otoka so razvaline habsburške vile, sicer pa je na otoku po drugi svetovni vojni letoval Edvard Kardelj, ki je organiziral napeljavo vodovoda (povezavo cresko-lošinjskega vodovodnega sistema, ki črpa iz jezera Vrana) na otoček. 
V neposredni bližini otoka na zahodni strani leži otoček Murtar. Murtar od Koludarca loči okoli 0,3 km širok in do 2,5 m globok preliv, ki se zajeda v zahodno obalo Koludarca, kjer tvori varno sidrišče za plovila. Globina sidrišča je do 8 m.
Iz pomorske karte je razvidno, da svetilni, ki stoji na rtu Križ, oddaja svetlobni signal:Z Bl 3s. Nazivni domet svetilnika je 3 milje.